# Sturts Steinige Wüste

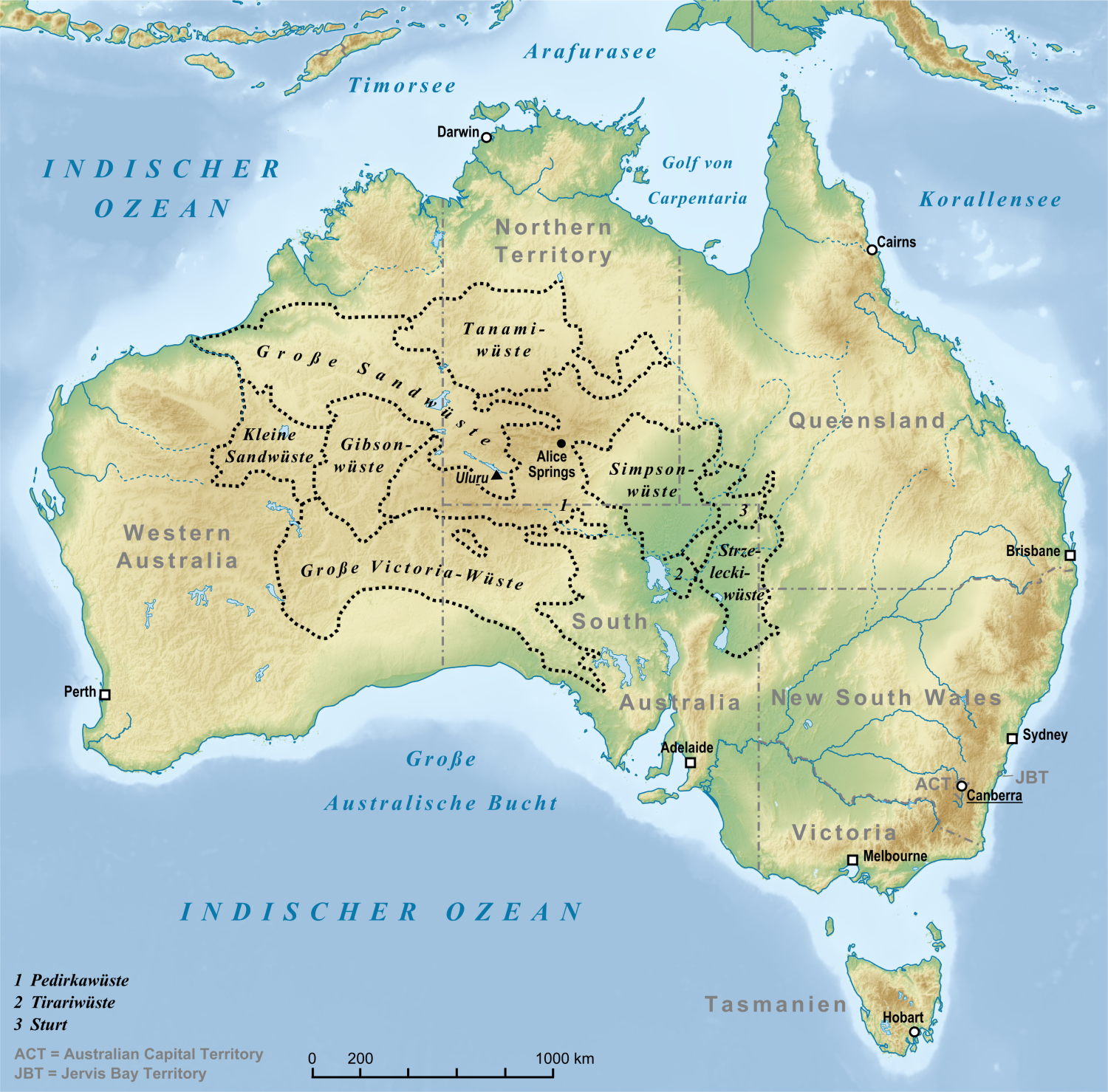
Australische Wüsten

Sturts Steinige Wüste (englisch Sturt's Stony Desert) ist eine australische Wüste, die in den Bundesstaaten South Australia und zu einem geringen Anteil auch in Queensland liegt. Sie erstreckt sich über eine Fläche von 29.750 Quadratkilometern.
Die Wüste ist größtenteils von Wüstenpflaster aus Steintrümmern bis zu einer Größe von 100 mm bedeckt. Sie ist eines der am meisten ariden und entlegensten Gebiete Australiens.

## Entdeckungsgeschichte
Sturts Steinige Wüste erhielt ihren Namen von dem britischen Entdecker John McDouall Stuart, der die Wüste 1861 erstmals durchquerte. Er benannte sie nach dem britischen Entdecker Charles Sturt, an dessen Expeditionen er teilgenommen hatte.

## Klima
Das Klima wechselt zwischen heißen Sommern und milden Wintern. Die Regenfälle sind gering und das Gebiet ist extrem arid.

## Geologie
Sturts Steinige Wüste entstand vom Jura bis zum Tertiär über einem Sedimentbecken, dem  Eromanga-Becken. Ursprünglich bestanden die Erhebungen in dieser Landschaft aus verwitterungsanfälligen Sandstein, auf dem verwitterungsbeständiger chalcedonischen Sandstein auflagerte. Die verwitterungsbeständigen Bestandteile wurden im Verlauf von Erosionsprozessen zertrümmert und der zu Sand verwitterte Sandstein ausgewaschen oder durch Wind transportiert.

## Landschaft

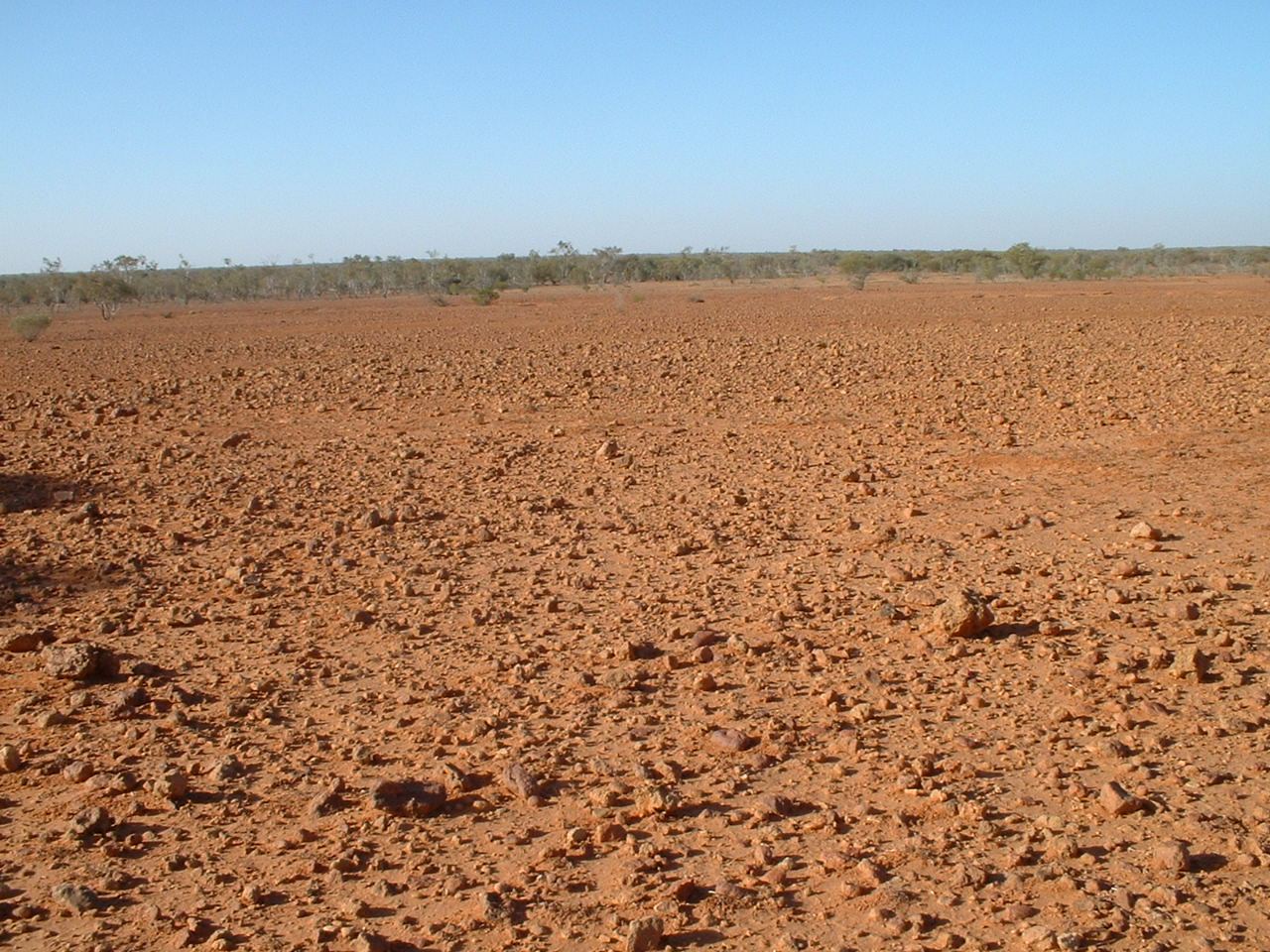
Wüstenpflaster (engl. gibber) im Sturt-Nationalpark

Das Gebiet ist durch rote sandige, steinige und tonhaltige Ebenen gekennzeichnet, die im Quartär entstanden. Die steinernen Wüstenpflaster, die die Durchquerung erschweren und mit dem Begriff Stony desert für die Wüste namensgebend sind. Die scharfkantigen Steine bereiteten der Expedition von Stuart große Probleme, da sie die Hufe der Pferde zerschlissen.
Unter der Wüste liegt das Great Artesian Basin, eines der größten Süßwasserbecken der Welt. Dieses Wasservorkommen wird für die Viehwirtschaft, den Bergbau und Tourismus verwendet. In der Wüste befinden sich einige artesische Quellen, die bedeutendsten bei Dalhousie Springs. Viele der Quellen in der Wüste sind durch intensive Nutzung durch freilaufende Kamele, Viehwirtschaft und Bergbau vom Ersiegen bedroht.

## Infrastruktur
Durch Sturts Steinige Wüste führt der Birdsville Track von Birdsville bis Maree. In der Wüste gibt mehrere kleine Siedlungen. Telekommunikationsanschlüsse in den Siedlungen wurden erst 1987 möglich.

## Flora
Die Wüstenlandschaft kann als savannenartig bezeichnet werden. Auf ihr wachsen niederwüchsige Akazien, wie Gidgee (Acacia cambagei), und Eukalypten, wie die Coolabah (Eucalyptus coolabah), die auf schweren Lehmböden wächst, oder Roter Eukalyptus (Eucalyptus camaldulensis), der auch an austrocknenden Flüssen ausreichend Wasser findet, und Mulga-Büsche (Acaciaaneura und Acaciaaneura stowardii). In der Savanne und auf den Sandhügel und -dünen wächst das Gras Zygochloa.

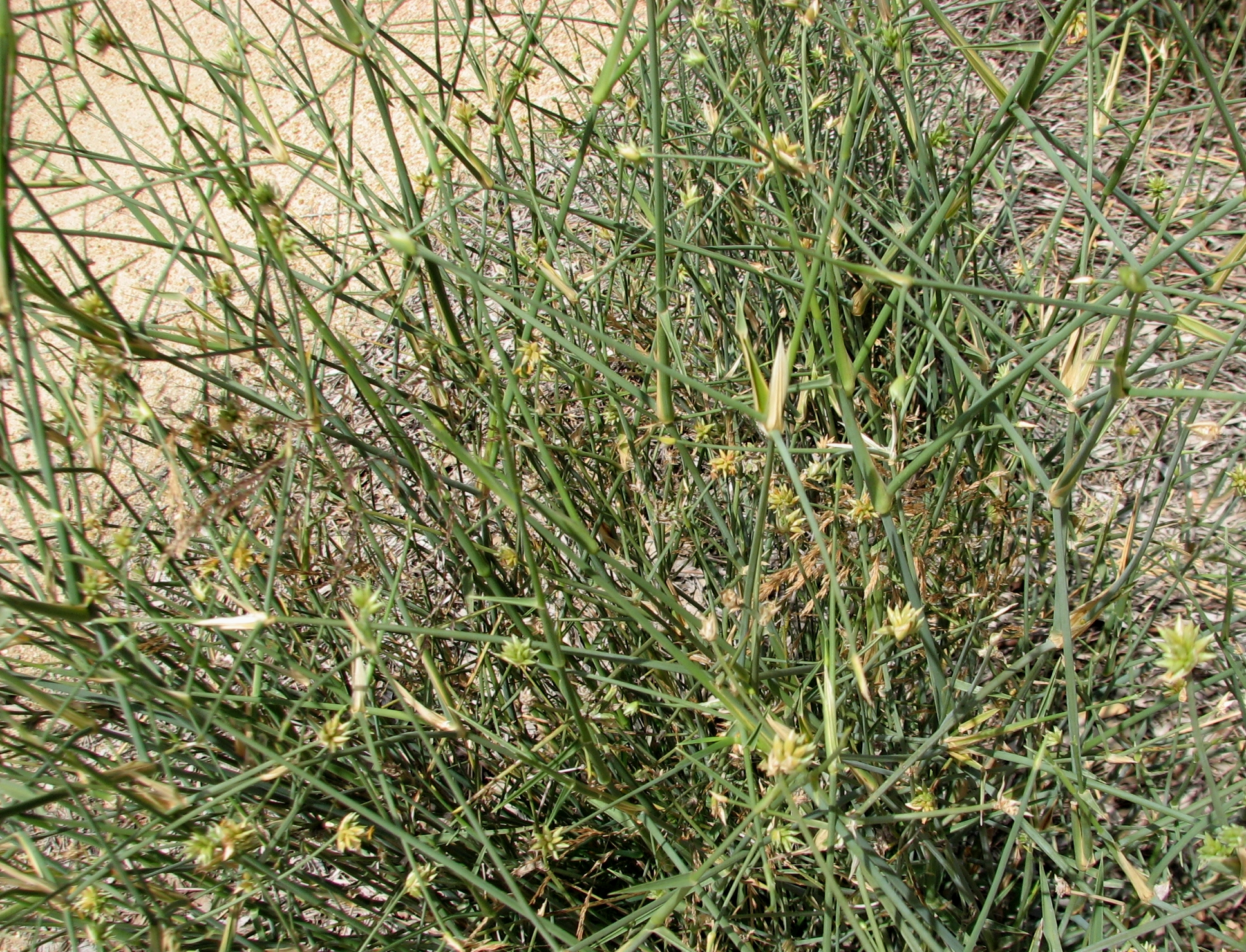
Zygochloa
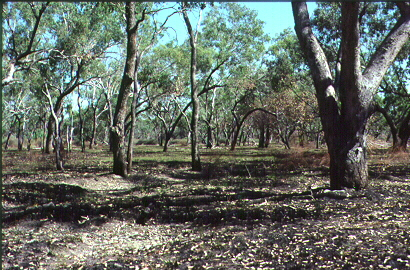
Coolabah
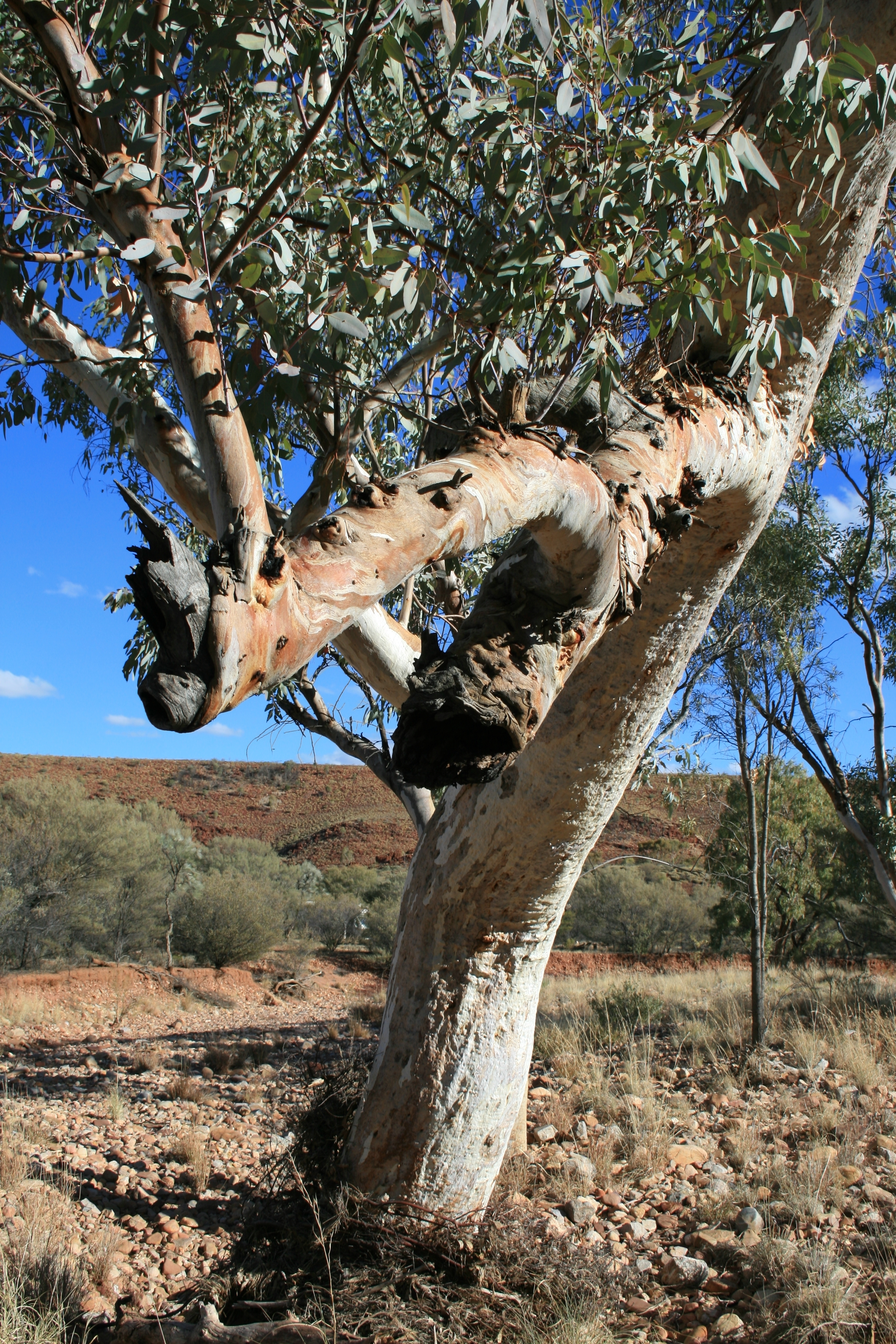
Roter Eukalyptus

## Fauna
Freilaufende Kamele, Pferde, Esel und Kaninchen bedrohen die Ökologie, wobei die Kaninchenplage wegen einer Seuche zurückgeht. Etwa 36 Säugetierarten gab es zu Beginn der europäischen Besiedlung, zehn davon sind im Wüstengebiet ausgestorben, darunter der Schwarzschwanz-Beutelmarder (Dasyurus geoffroii), Goldener Kurznasenbeutler (Isoodon auratus), Kleiner Kaninchennasenbeutler (Macrotis lesueur) und die Kurzschwanz-Hüpfmaus (Notomys amplus). Artenreich sind in der Wüste etwa 100 Echsenarten vertreten.
157 Vogelarten wurden beobachtet, darunter der Australian Bustard (Ardeotis australis), Langschwanztriel (Burhinus grallarius), Schwarzmilan (Milvus migrans), Spitzschopftaube (Ocyphaps lophotes), Rosakakadu (Cacatua roseicapilla), Stelzenmonarch (Grallina cyanoleuca), Flötenvogel (Gymnorhina tibican) und Bronzeflügeltaube (Phaps chalcoptera) und Graurücken-Krähenwürger (Cracticus torquatus).

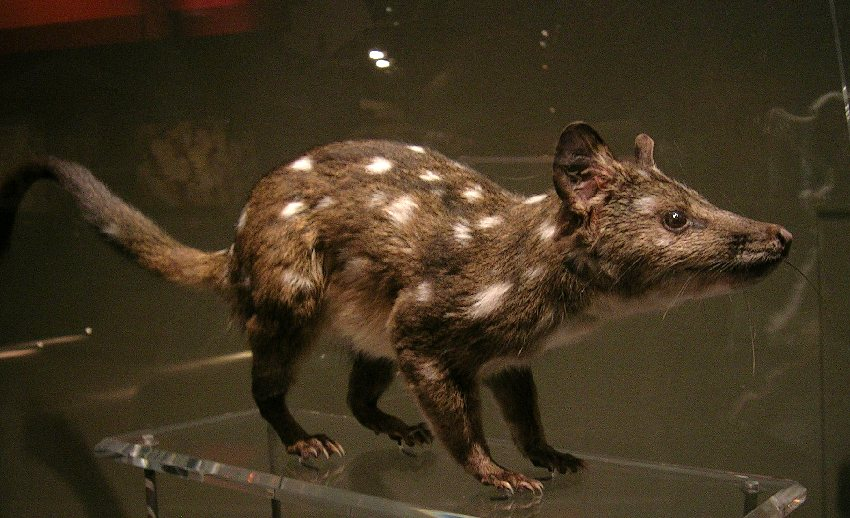
Goldener Schwarzschwanzbeutler (ausgestorben)
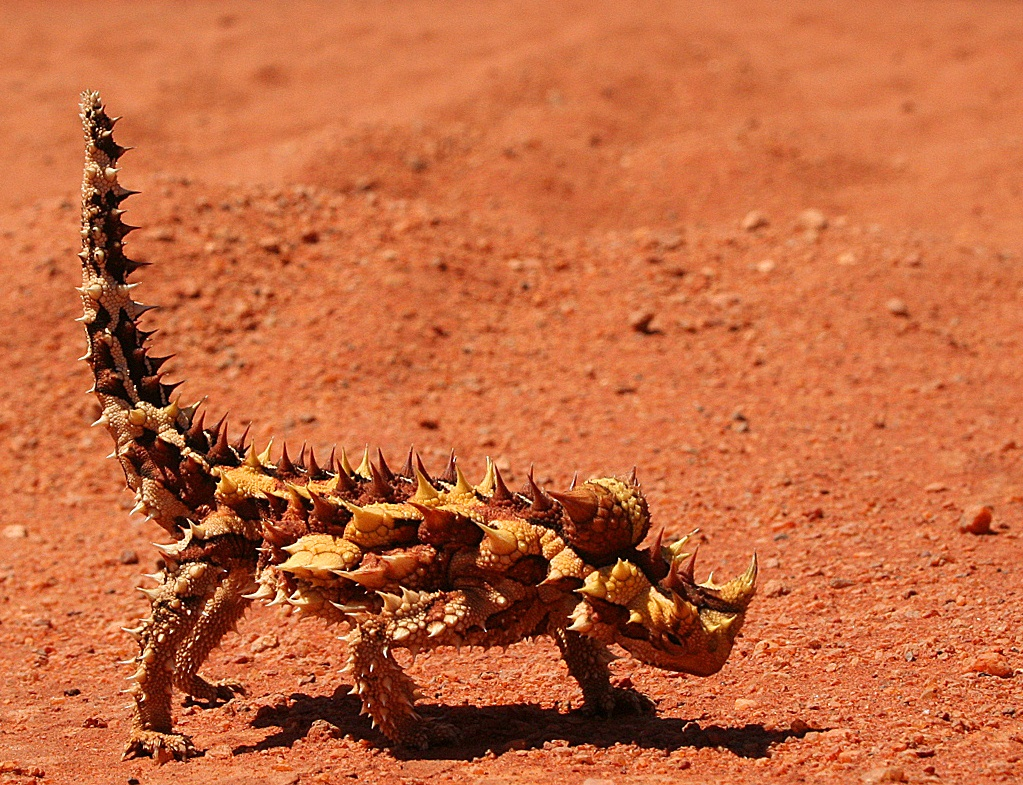
Dornenteufel
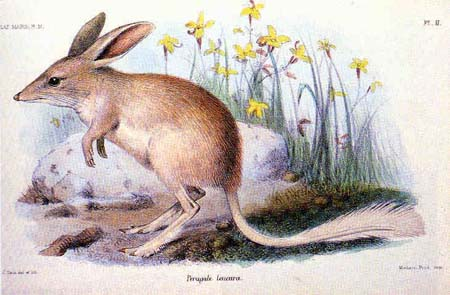
Kleiner Kaninchennasenbeutler (ausgestorben)
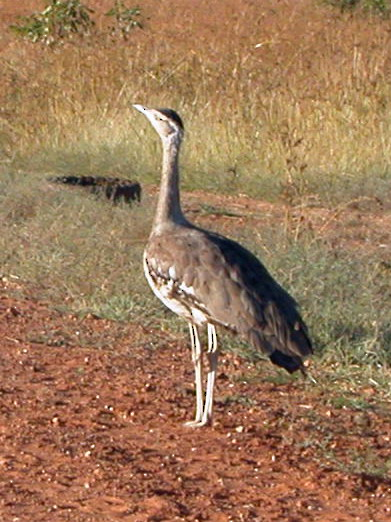
Australian Bustard
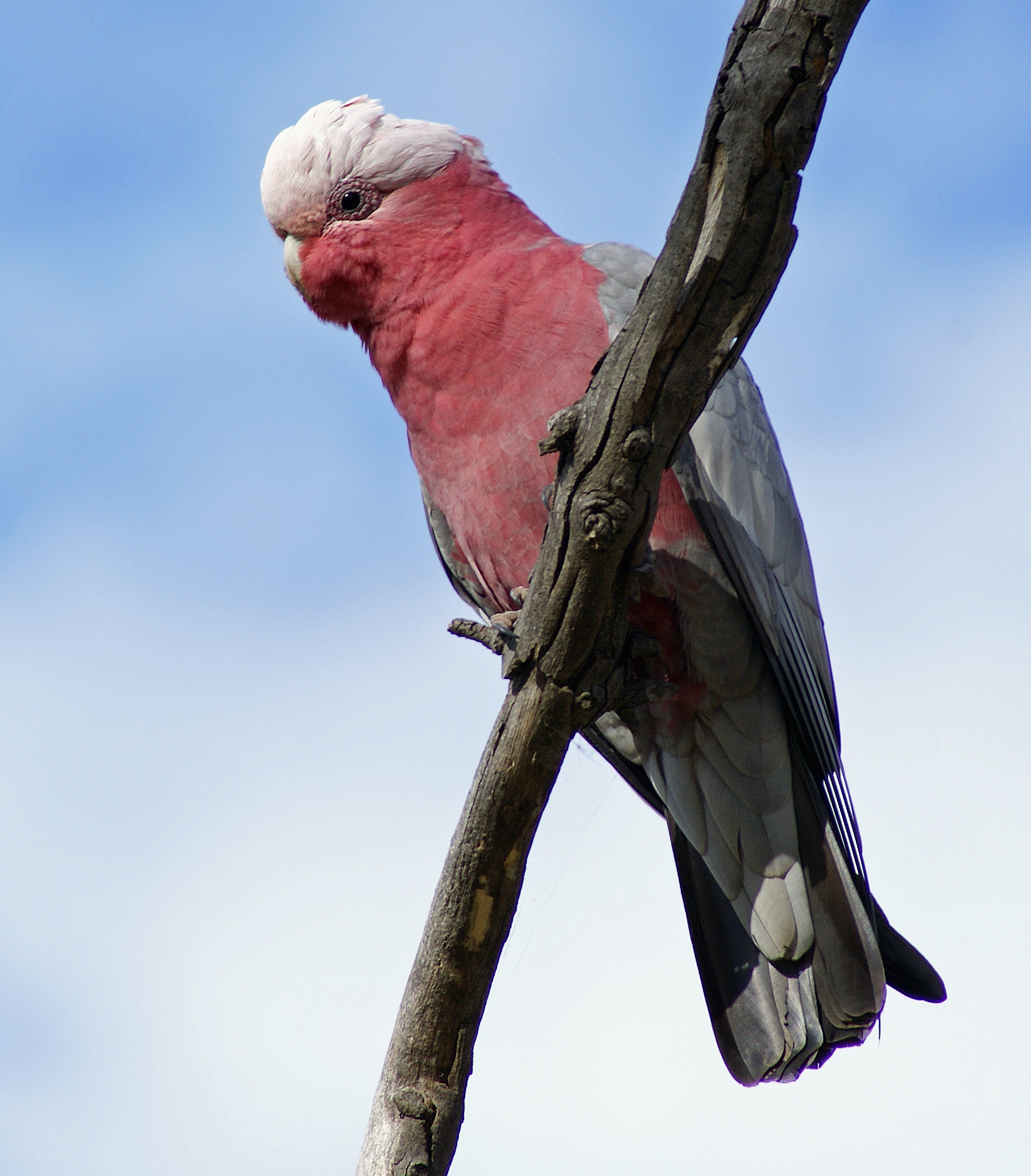
Rosakakadu

## Wirtschaft
In der Wüste liegen Bodenschätze wie Kohle und Erdgas. Landwirtschaftlich wird die Savanne im Norden durch Rinderzucht und im Süden genutzt. Tourismus hatte eine Bedeutung im Witjira-Nationalpark.